# هایراوانک
هایراوانک (به ارمنی: Հայրավանք) یک روستایی در ارمنستان است که در استان گغارکونیک واقع شده است. هایراوانک در ۱۲ کیلومتری شمال غرب گاوار، مرکز استان گغارکونیک واقع شده است.

## خصوصیات
هایراوانک ۷۳۷ نفر جمعیت دارد و در ۱۹۴۰ ارتفاع متر بالاتر از سطح دریا قرار گرفته‌است.
| سال   | ۱۸۳۱ | ۱۸۷۳ | ۱۹۱۴ | ۱۹۳۱ | ۱۹۵۹ | ۱۹۷۰ | ۱۹۷۹ | ۱۹۸۹ | ۲۰۰۱ | ۲۰۰۴ |
| جمعیت | ۶۵   | ۳۲۶  | ۸۹۶  | ۴۵۶  | ۵۹۷  | ۶۴۷  | ۸۷۵  | ۹۱۹  | ۷۳۷  | ۸۲۸  |

## جاذبه‌های تاریخی
- صومعه هایراوانک، سده ۹ام میلادی

## نگارخانه

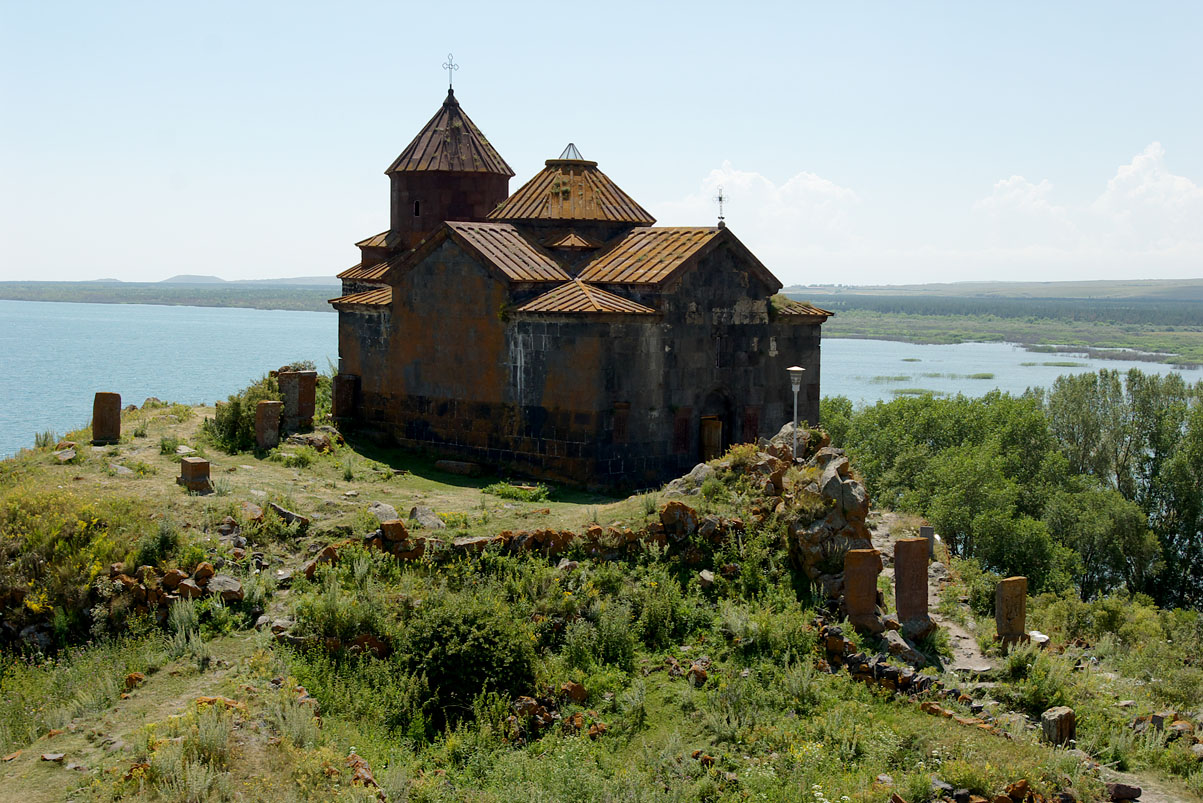
صومعه هایراوانک
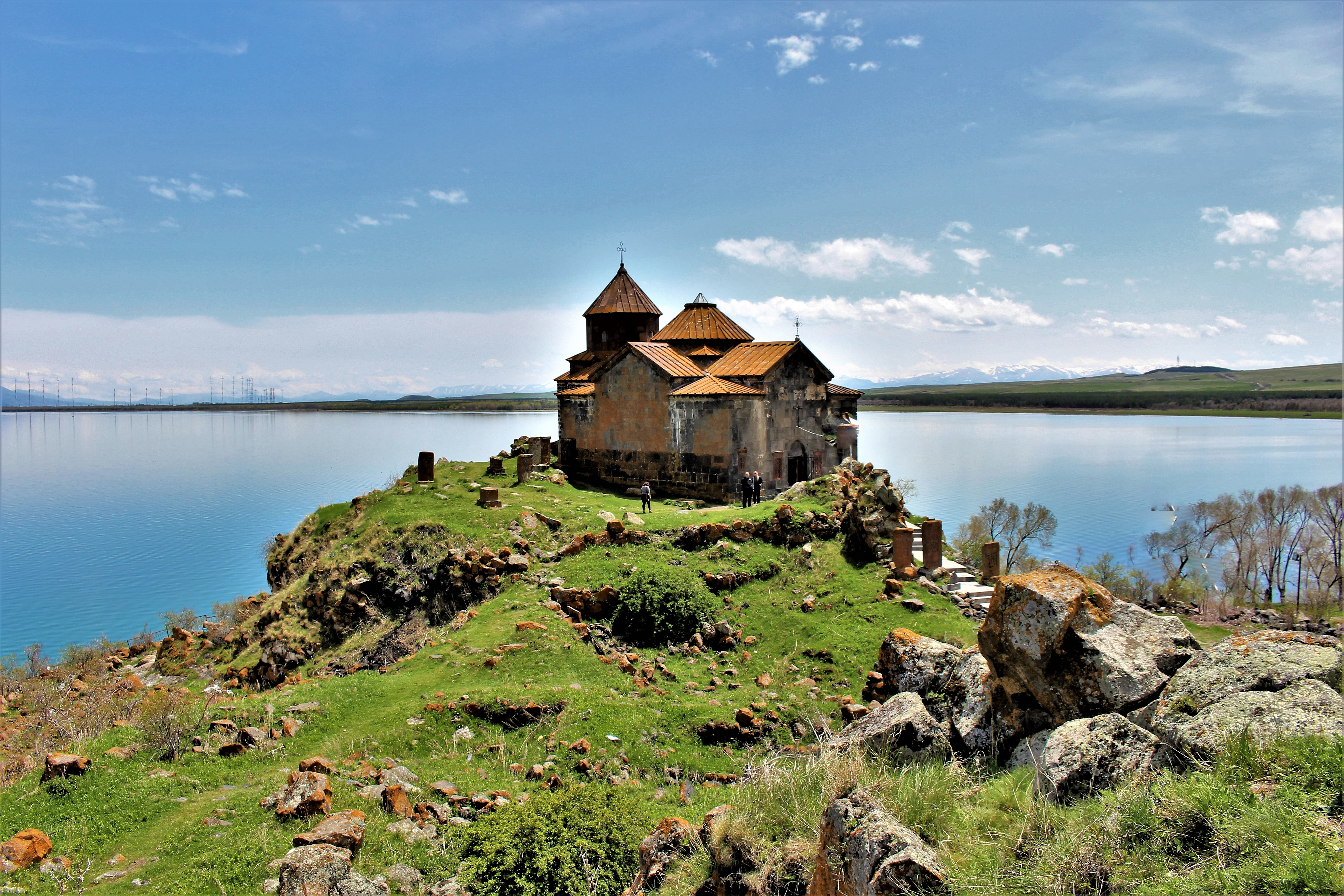
صومعه هایراوانک، سده 9ام میلادی
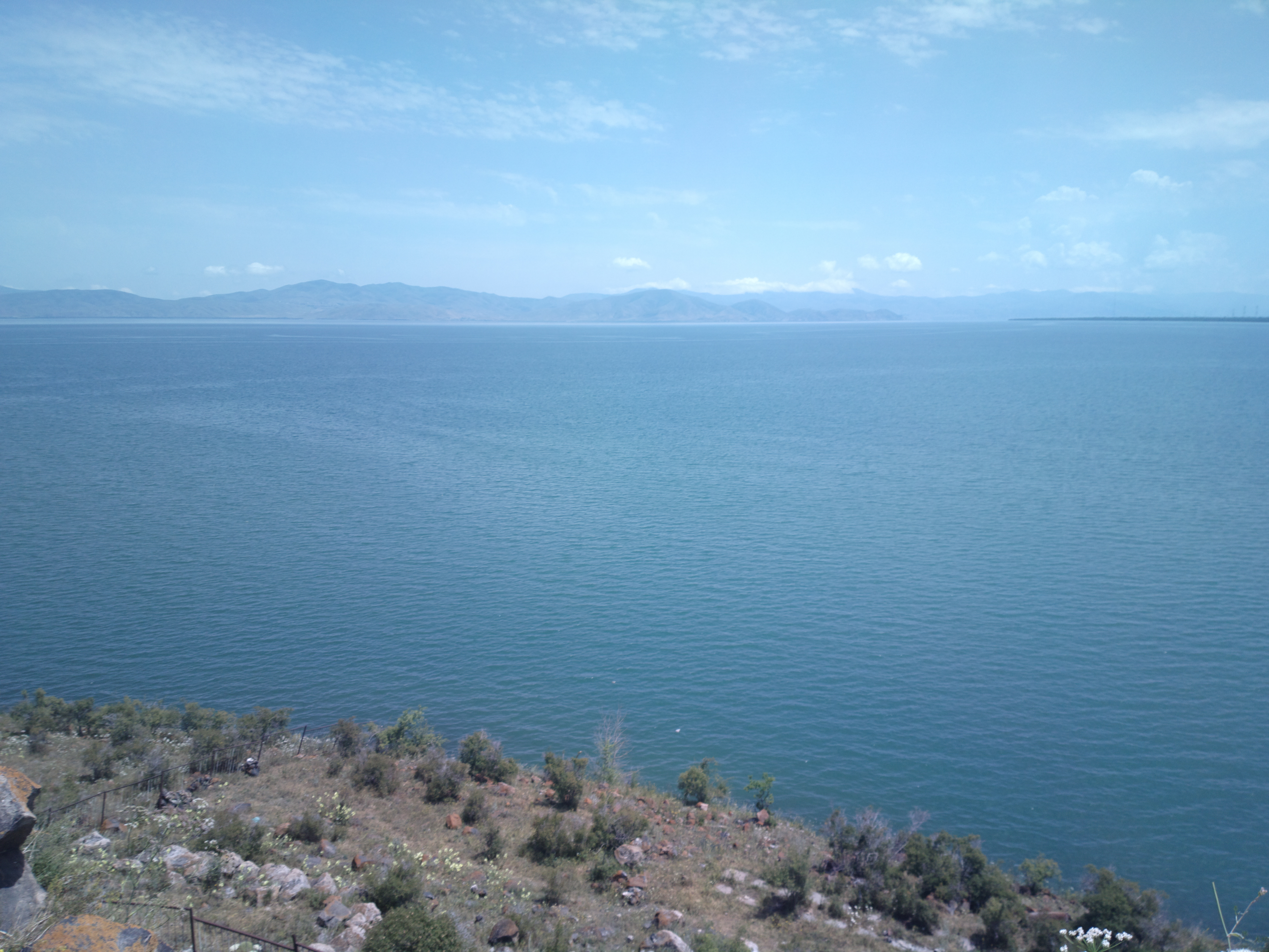
دریاچه سوان نزدیکی صومعه هایراوانک
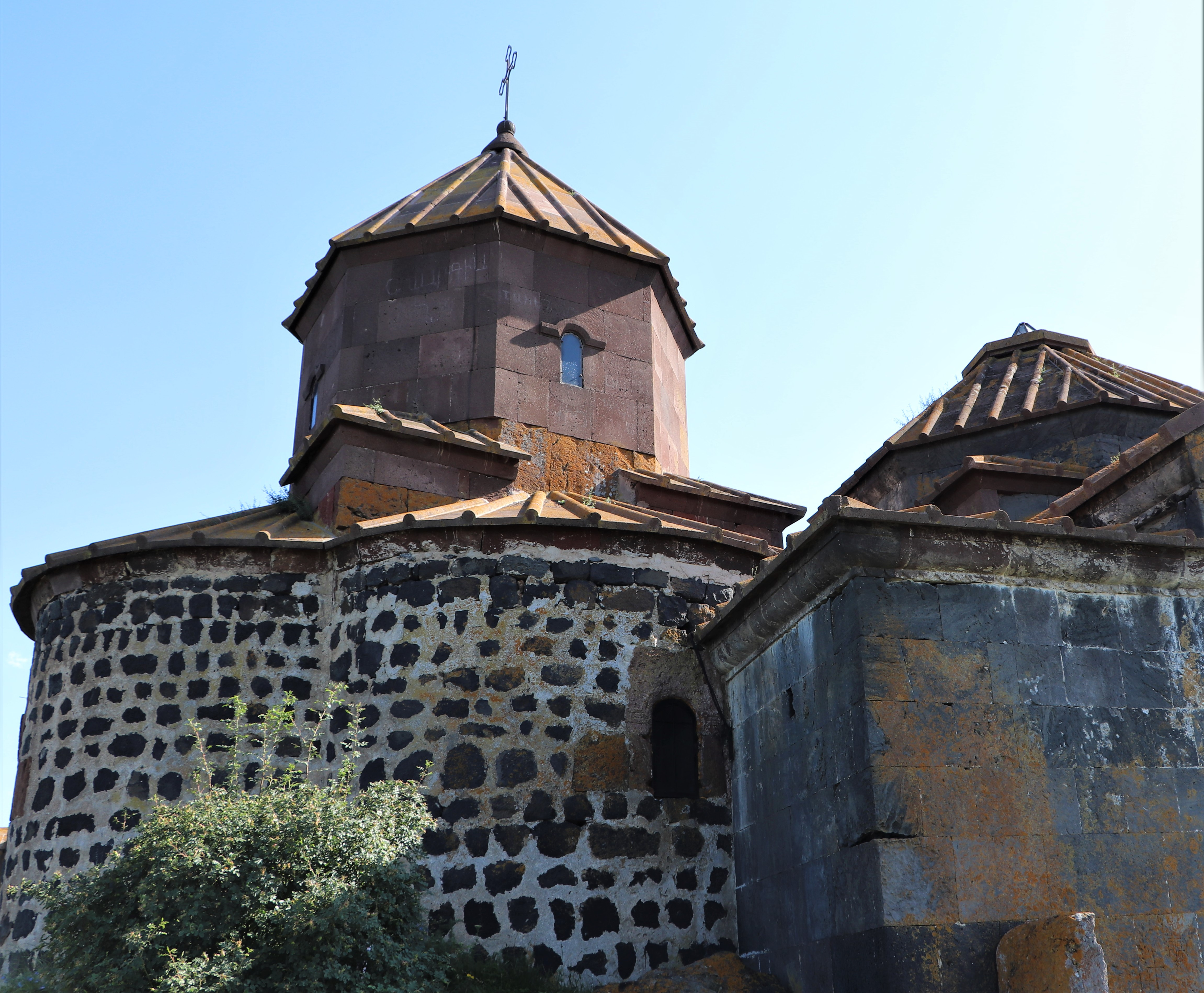
صومعه هایراوانک
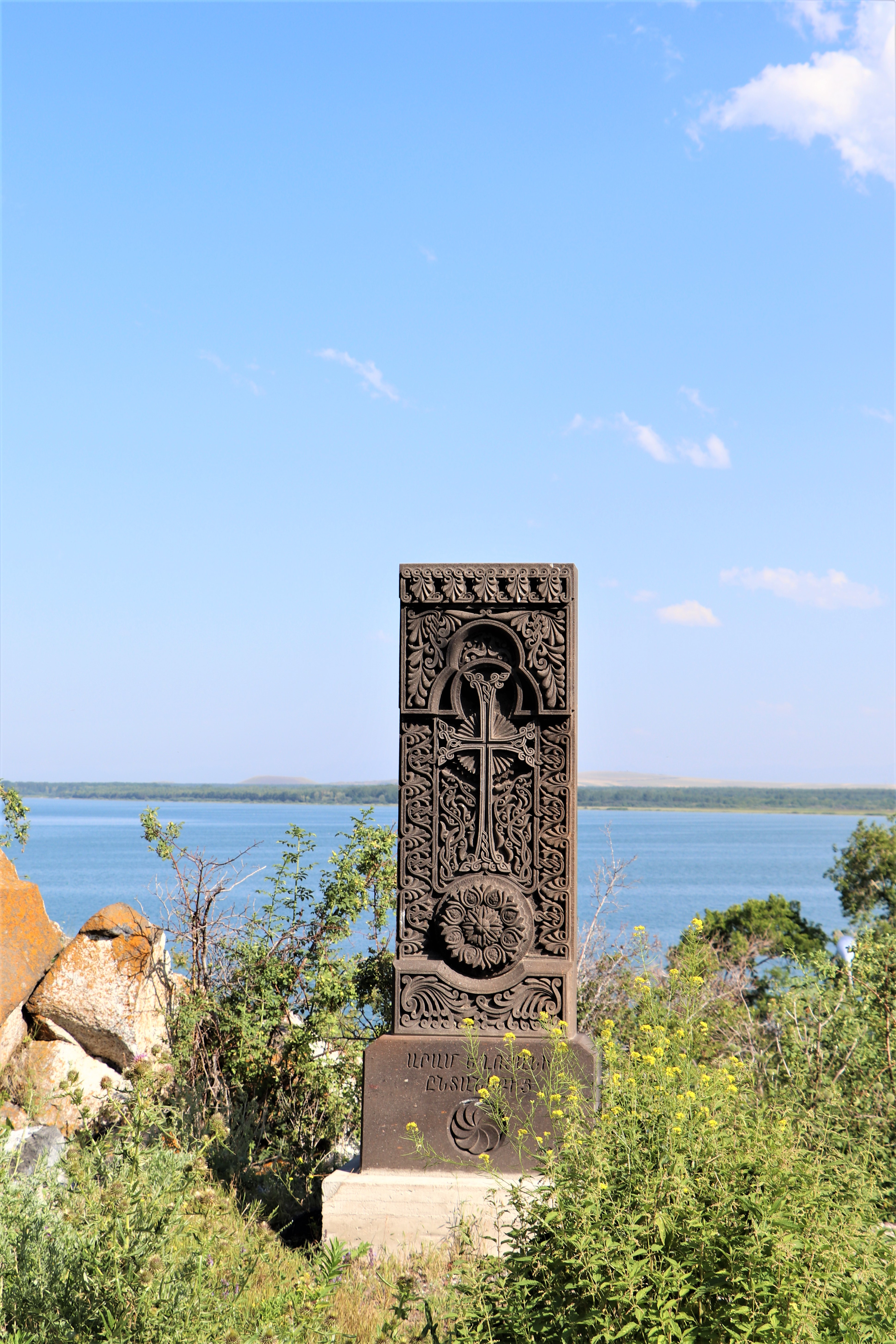
خاچکار و دریاچه سوان
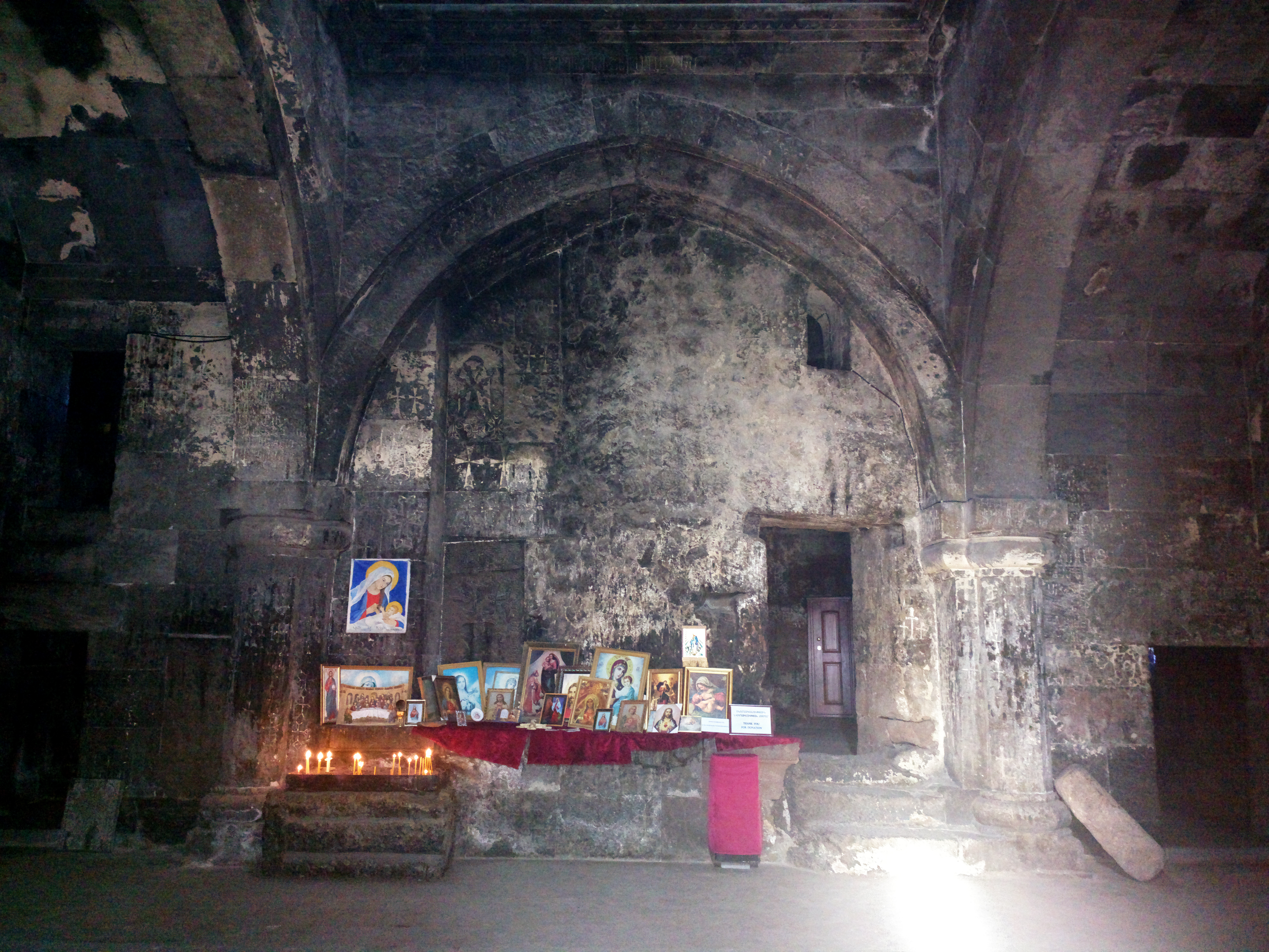
ورودی صومعه هایراوانک
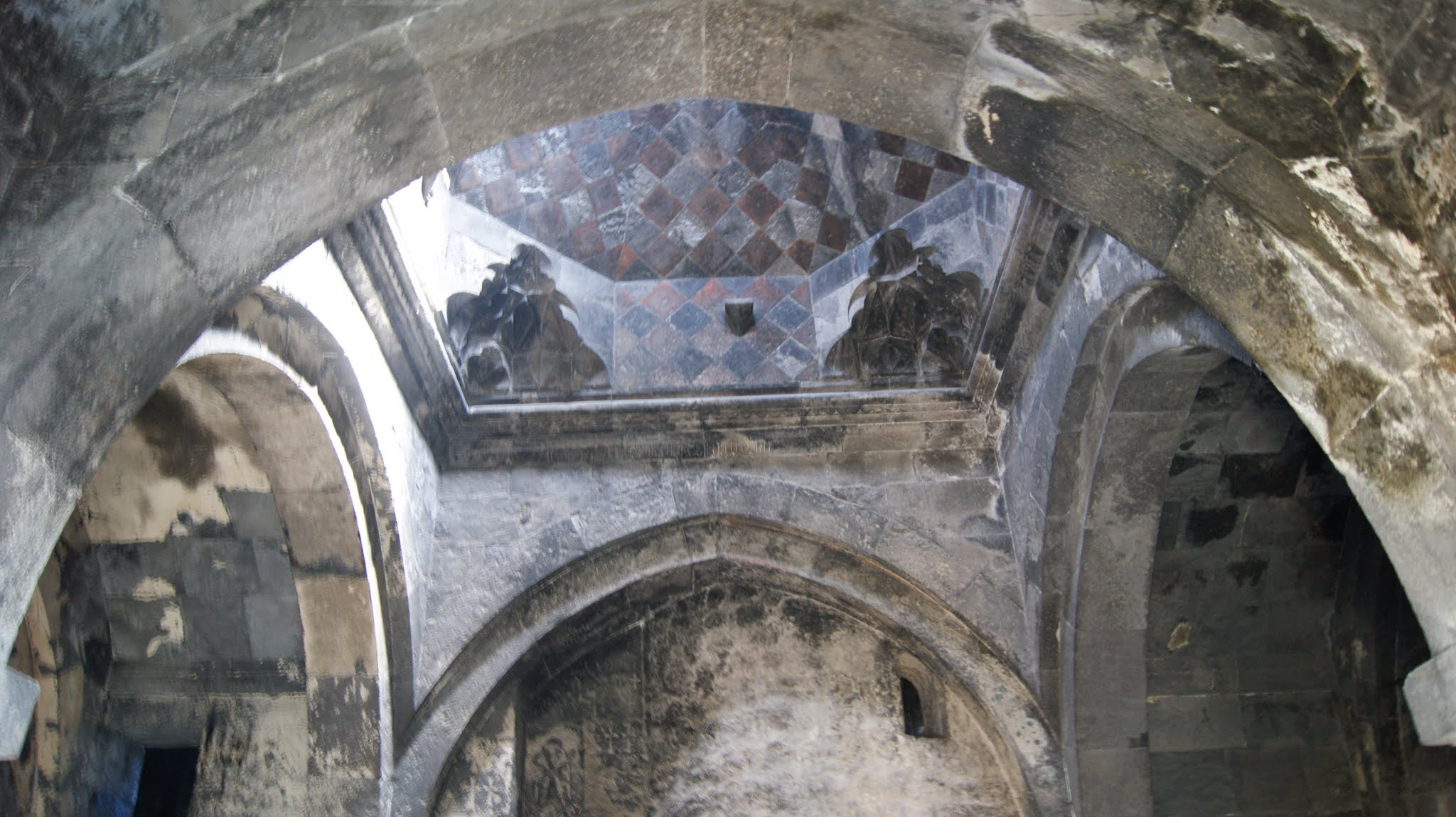
ورودی صومعه هایراوانک
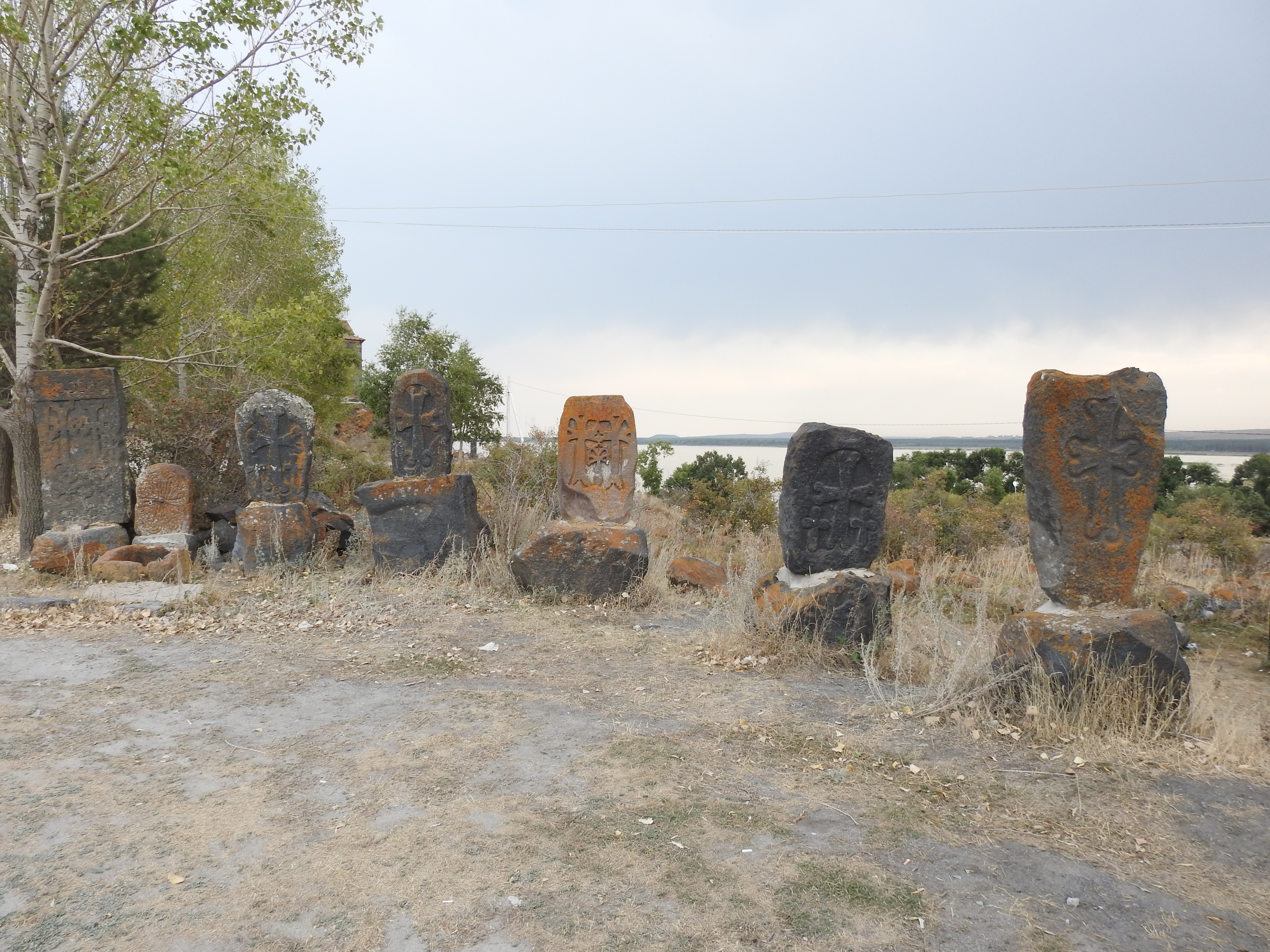
خاچکارهای نزدیک صومعه هایراوانک